# الفساد في كوريا الجنوبية
الفساد في كوريا الجنوبية معتدل مقارنة بمعظم دول منطقة آسيا والمحيط الهادئ والمجتمع الدولي الأوسع. صنف مؤشر مدركات الفساد لعام 2023 لمنظمة الشفافية الدولية كوريا الجنوبية عند 63 على مقياس بين 0 ("فاسد للغاية") و100 ("نظيف للغاية"). واحتلت كوريا الجنوبية المرتبة 32 بين 180 دولة في المؤشر، عند الترتيب حسب النتيجة، حيث يُنظر إلى الدولة التي احتلت المرتبة الأولى على أنها تمتلك القطاع العام الأكثر شفافية. وكانت أفضل نتيجة سجلتها 90 (المرتبة 1)، والمتوسطة 43، وأسوأها 11 (المرتبة 180)، بالمقارنة مع النتائج العالمية. فيما سجلت أعلى نتيجة بين دول منطقة آسيا والمحيط الهادئ 85، والنتيجة المتوسطة 45 وأدنى نتيجة 17، بالمقارنة مع النتائج الإقليمية.

## قضايا بارزة

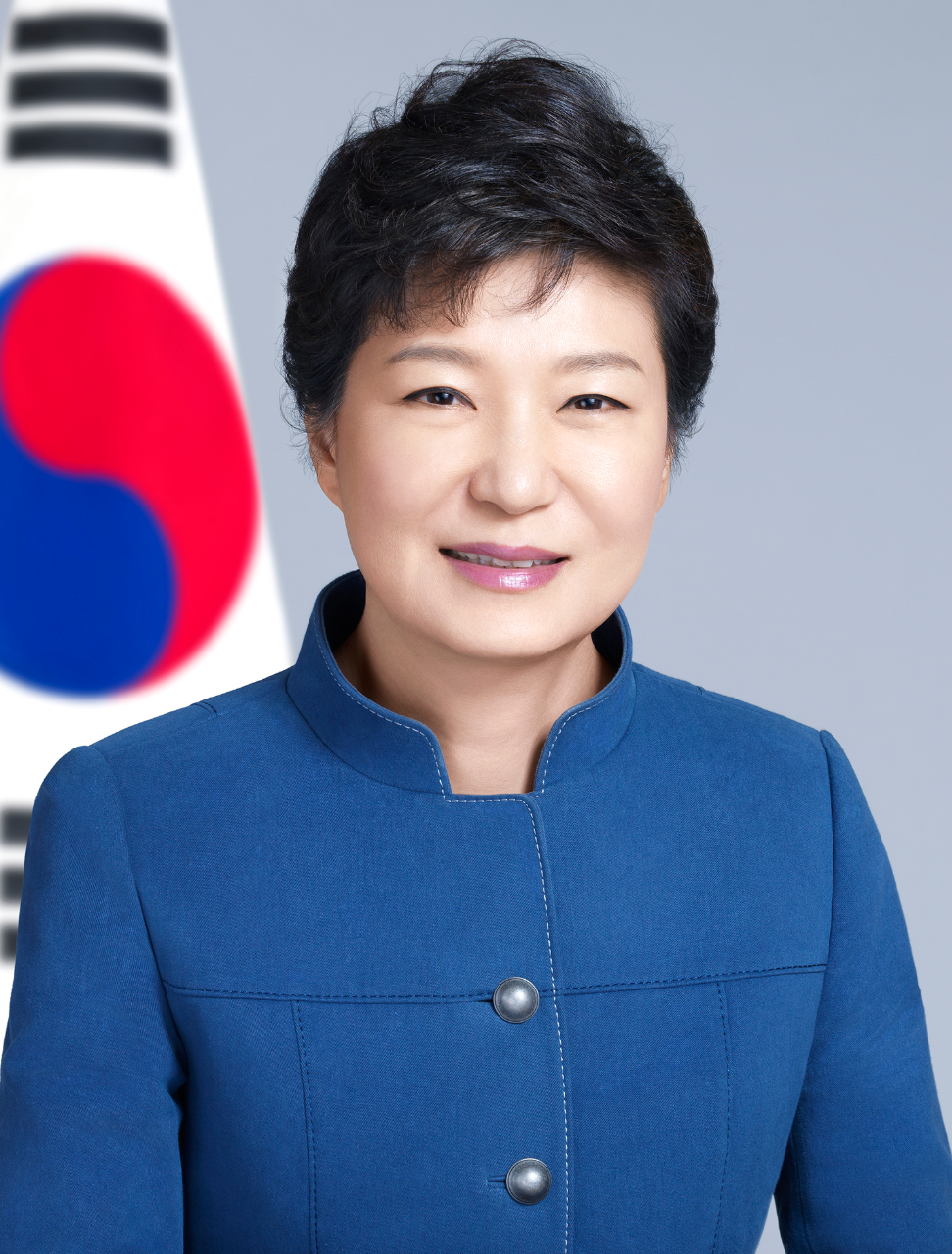
حُكم على الرئيسة الكورية الجنوبية السابقة بارك غن هي بالسجن لمدة 25 عامًا بسبب فضائح الفساد.

أدينت الرئيسة الكورية الجنوبية السابقة بارك غن هي في 16 تهمة، بما في ذلك إساءة استخدام السلطة والرشوة، ثم سُجنت لمدة 25 عاماً. كما اتُهم رئيس سابق آخر هو لي ميونغ باك بفضائح فساد شملت شركات كبرى في 2018 وحُكم عليه بالسجن لمدة 17 عاماً.
نتيجة لهذه الفضائح، إلى جانب حوادث أخرى، مثل كارثة عبارة سول، أظهر تقرير صدر عام 2015 عن منظمة التعاون الاقتصادي والتنمية (OECD) أن «ما يقرب من 70% من الكوريين الجنوبيين لا يثقون في حكومتهم، بينما أقل من 30% منهم واثقون في النظام القضائي للبلاد». هذا المعدل أقل بكثير من متوسط منظمة التعاون الاقتصادي والتنمية، الذي كان 41.8%. على الرغم من انخفاض معدل ثقة الجمهور في كوريا الجنوبية في 2015، فإنه شكل تقدماً عن المعدل في 2007 بمقدار 10%.
لقد اتخذت الحكومة الكورية الجنوبية خطوات لمكافحة الفساد، مثل قانون حماية المبلغين عن المخالفات في المصلحة العامة الذي يحمي المبلغين عن المخالفات الذين يبلغون عن الفساد العام والخاص وكذلك الرشوة الأجنبية. كما جرى رقمنة الخدمات العامة من أجل تجنب فرص الفساد. ومع ذلك، تفرض الشركات الكبرى صعوبات كبيرة حيث لا يزال سلوك الأعمال غير المشروع شائعاً بينها. وقد تورطت بعض التكتلات الكبرى في التهرب الضريبي والفساد، وقد جعل دورها القوي في اقتصاد كوريا الجنوبية التحقيق في الفساد صعباً للغاية.

## الملاحظات
1. ↑  أفغانستان، أستراليا، بنغلاديش، بوتان، كمبوديا، الصين، فيجي، هونج كونج، الهند، إندونيسيا، اليابان، لاوس، ماليزيا، جزر المالديف، منغوليا، ميانمار، نيبال، نيوزيلندا، كوريا الشمالية، باكستان، بابوا غينيا الجديدة، الفلبين، سنغافورة، جزر سليمان، كوريا الجنوبية، سريلانكا، تايوان، تايلاند، تيمور الشرقية، فانواتو، وفيتنام.